# Sanctify the Darkness
Sanctify the Darkness è il secondo album in studio della band greca Suicidal Angels, pubblicato nel 2009 dalla Nuclear Blast.

## Tracce
1. Bloodthirsty – 4:48
2. The Pestilence of Saints – 3:50
3. Inquisition – 4:38
4. Apokathilosis – 3:34
5. ...Lies – 2:28
6. No More than Illusion – 3:38
7. Atheist – 3:40
8. Beyond the Laws of Church – 2:41
9. Mourning the Cursed – 1:55
10. Dark Abyss (Your Fate Is Colored Black) – 3:23
11. Child Molester – 3:38

## Formazione
- Orpheas Tzortzopoulos - batteria
- Nick Melissourgos - voce, chitarra
- Angelos Kritsotakis - basso
- Panos Spanos - chitarra